# Tétras de Sibérie
Falcipennis falcipennis
Genre
Espèce
Statut de conservation UICN

 NT  : Quasi menacé
Le Tétras de Sibérie (Falcipennis falcipennis) est une espèce de tétras de la famille des Phasianidae présente en Sibérie. Cette espèce a reçu le statut "quasi-menacé" par l'Union internationale pour la conservation de la nature depuis 2016.